# Castello della Magliana
Le Castello della Magliana (ou Casale Magliana) est une construction fortifiée située dans la zone de Magliana Vecchia, près du Tibre, dans l'Agro Romano à Rome. Elle est aussi appelée "villa pontificale de la Magliana" car elle servait autrefois de résidence de campagne aux papes. 

## Histoire et description
Le château est connu au XIe siècle comme une possession du monastère de Santa Cecilia in Trastevere ; un oratoire dédié à Giovanni Battista y était attaché, remontant également au Moyen Âge. 
Les travaux de restauration complète et de réadaptation de l'édifice médiéval ont commencé en 1480 sous le pontificat du pape Sixte IV (1471-1484) et se sont poursuivis sous celui du pape Innocent VIII (1484-1492), qui en 1490 fit abattre la plupart des structures médiévales et construire un nouveau bâtiment qui porte son nom. Au début du XVe siècle, le pape Jules II (1503-1513) confie à Giuliano da Sangallo la construction d'un nouveau bâtiment avec portique et grandes fenêtres en croix, dont les chambres ont été décorées de fresques par certains peintres de l'école du Pérugin. Au cours de la même période, l'ancienne chapelle de San Giovanni Battista a également été rénovée. L'ère de la plus grande splendeur était sous le pontificat du pape Léon X (1513-1521) qui, en plus d'embellir les bâtiments en appelant des artistes tels  Bramante et Michel-Ange, ont transformé la villa en un lieu d'événements littéraires, de concerts et de spectacles de théâtre. Dans la voûte au-dessus de l'autel de la chapelle de San Giovanni Battista, Raphaël a peint la Bénédiction du Père éternel entre anges et chérubins (aujourd'hui au Louvre), tandis que sur la voûte de l'arc de la nef centrale, il a peint le Martyre de Sainte Cécile (fragments dans le Musée des Beaux-Arts de Narbonne). 

À la fin de la Renaissance, le château est également tombé en désuétude et a été progressivement abandonné; il a été donné au monastère de Santa Cecilia in Trastevere, qui l'a loué à des particuliers. En 1959, l'ensemble du complexe a été acheté et restauré par l'ordre souverain de Malte. Aujourd'hui, il abrite les bureaux et la gestion de l'hôpital voisin de San Giovanni Battista, appartenant au même Ordre. 

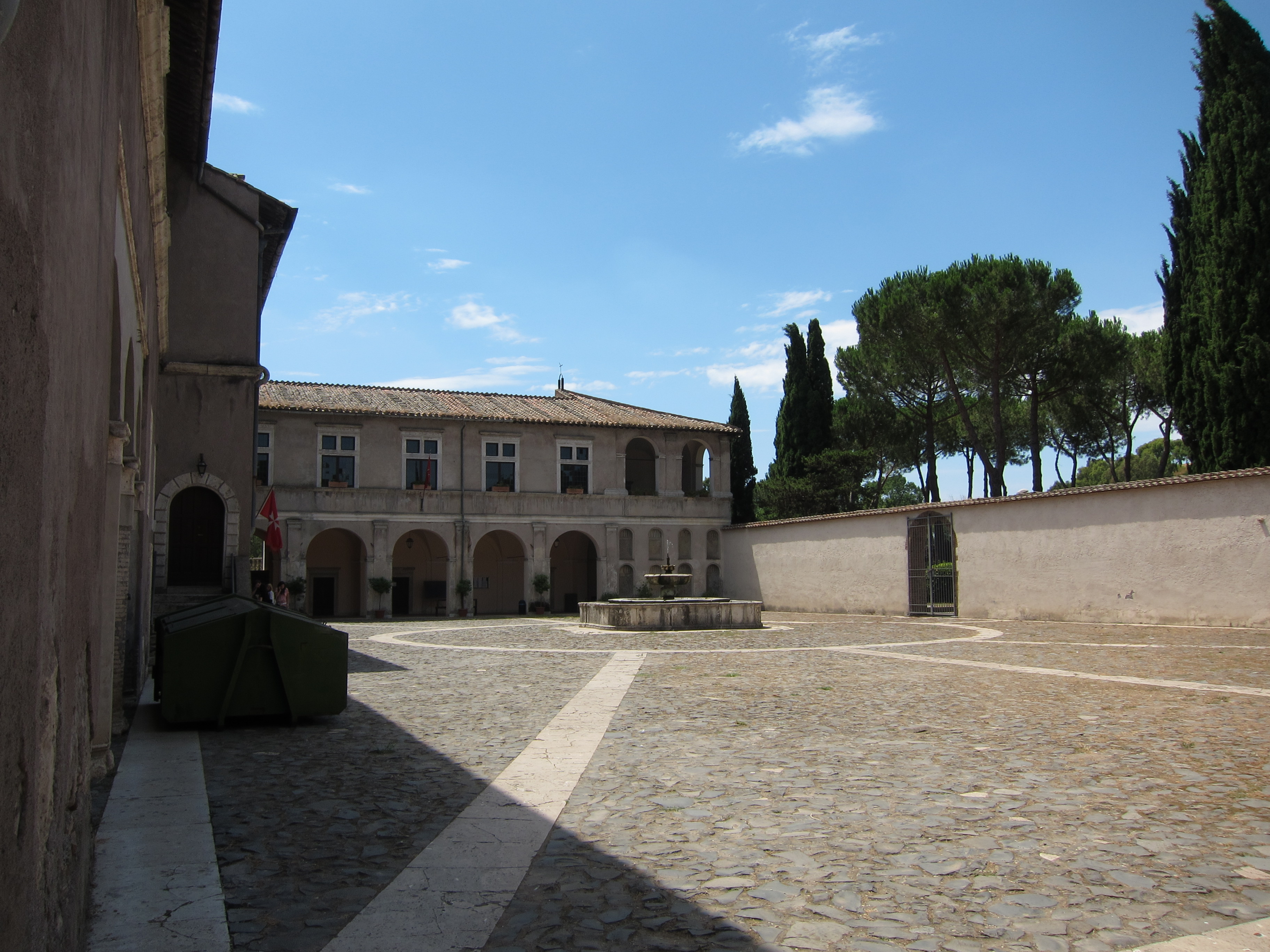
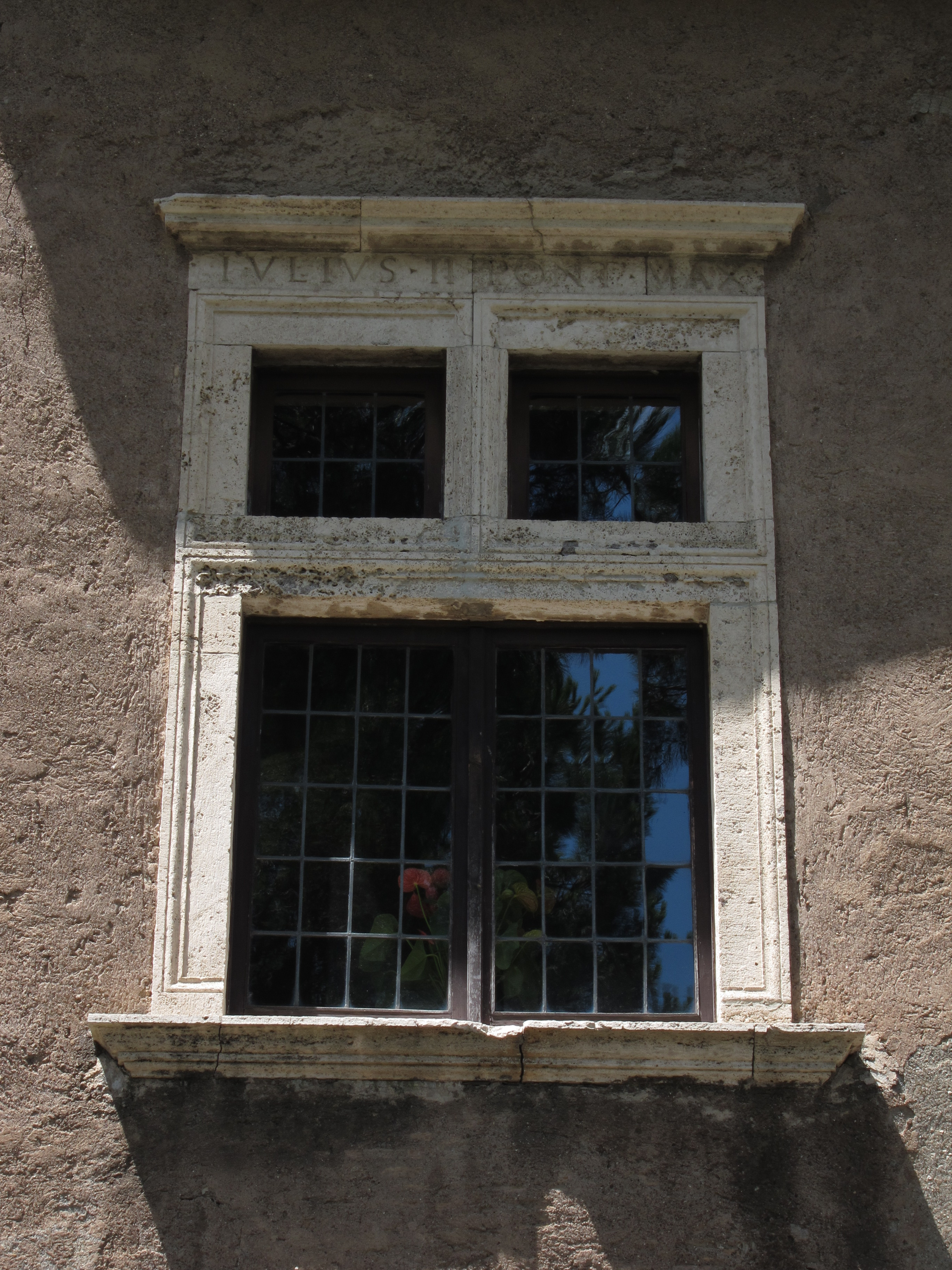
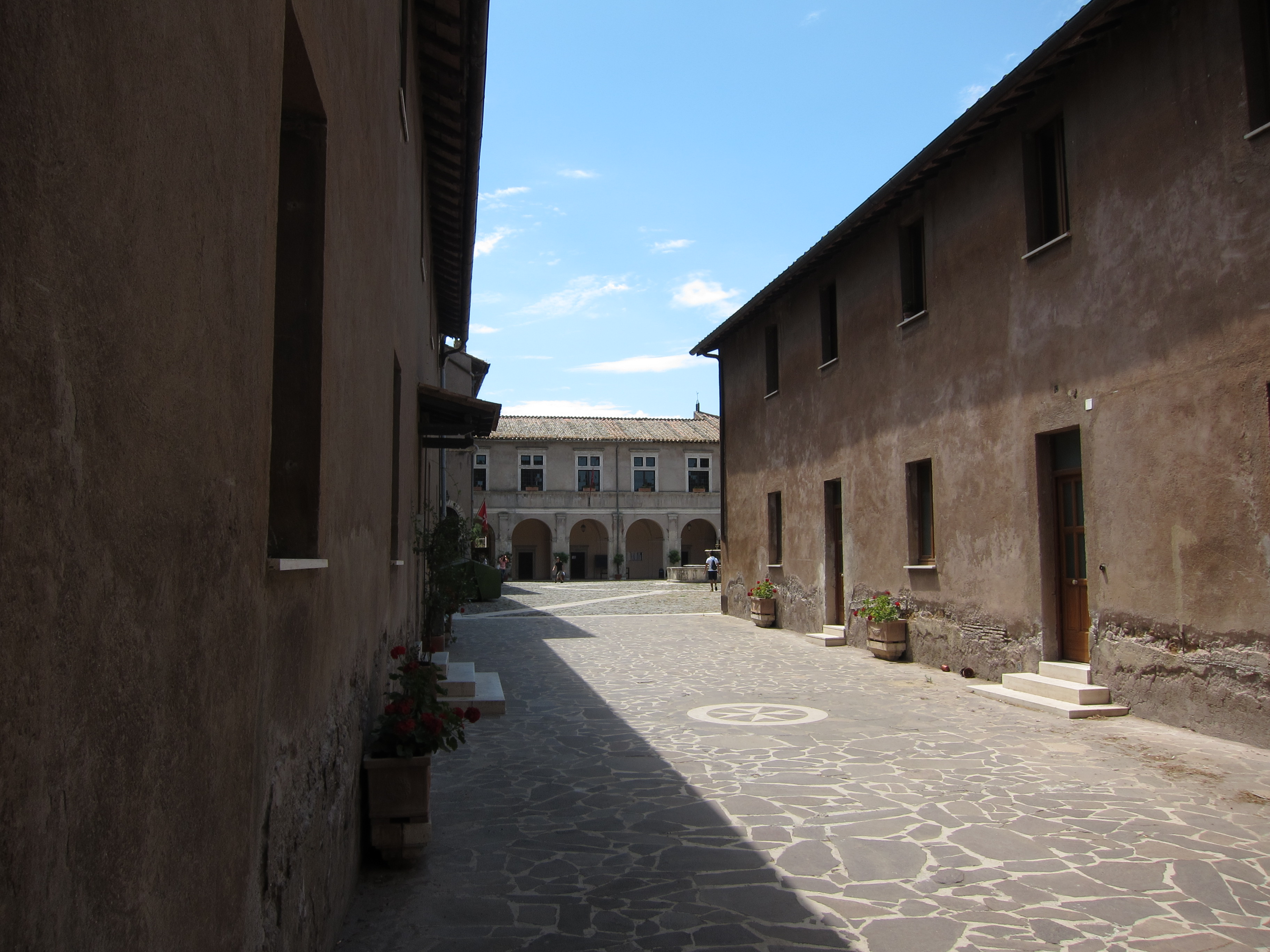
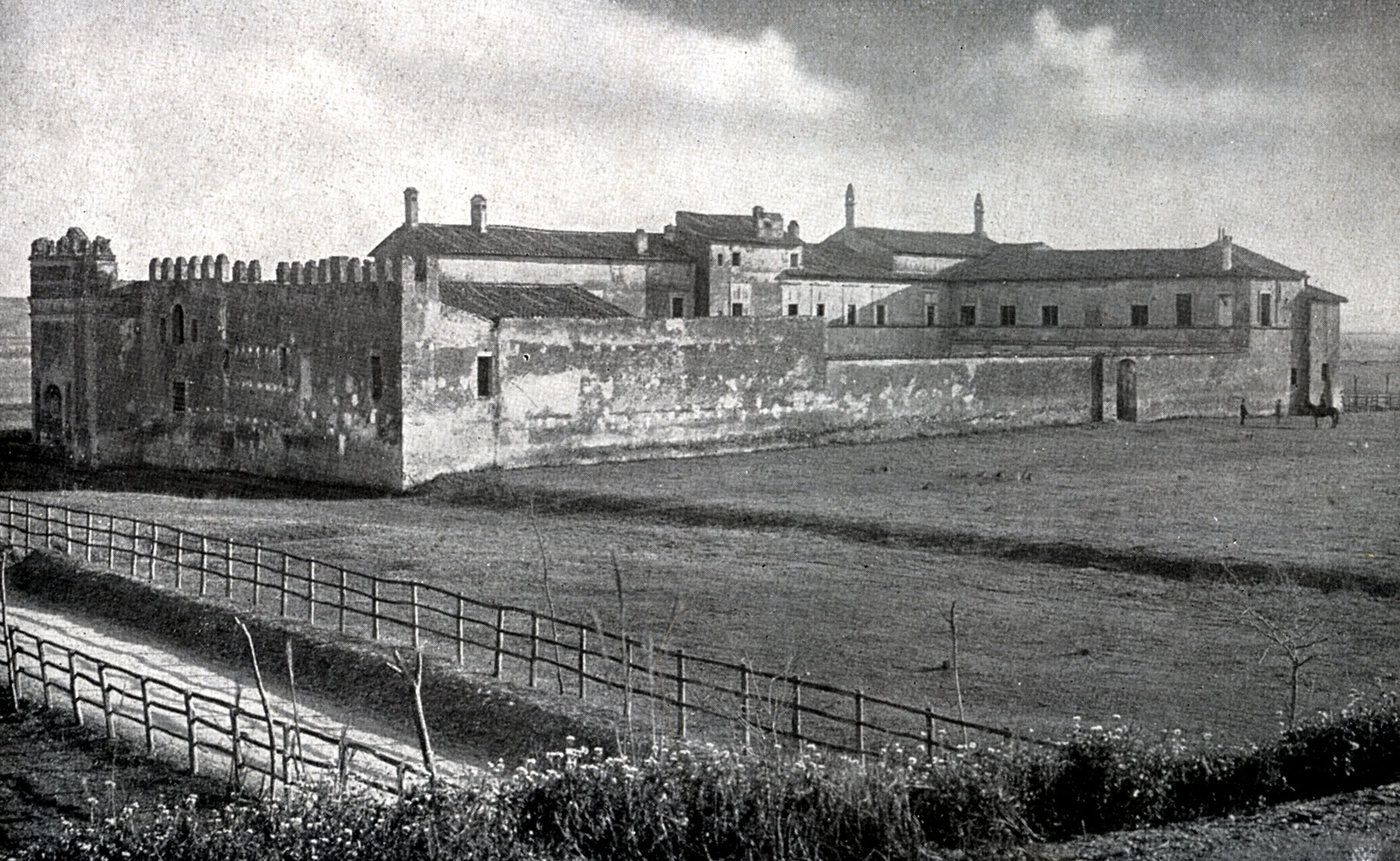